# 우에스기 시게사다
우에스기 시게사다(일본어: 上杉重定, 1720년 8월 9일 ~ 1798년 5월 11일)는 일본 에도 시대의 다이묘로, 요네자와번의 8대 번주이다. 어릴적 이름은 나오치요(直千代)이고, 초명은 가쓰마사(勝政)이다. 관위는 종4위하, 오이노카미(大炊頭), 시종(侍従)이다.
교호 5년(1720년) 7월 6일, 요네자와 번의 5대 번주 우에스기 요시노리의 넷째 아들로 태어났다. 6대 번주 우에스기 무네노리, 7대 번주 우에스기 무네후사의 동생이다. 교호 19년(1734년)에 맏형 무네노리가, 엔쿄 3년(1746년)에 둘째 형 무네후사가 후사 없이 사망하였고, 셋째 형 사다치요는 이미 다른 가문에 양자로 들어갔으므로, 시게사다가 가문을 계승하여 번주직에 올랐다.
이전부터 요네자와 번의 감봉이 이어졌음에도 불구하고, 번에서 번사들을 해고 정리하지 않는 등으로 인해 번의 재정은 극도로 악화되었다. 간엔 3년(1750년) 이후로는 그동안 임시적으로 행해지던 번사들의 봉록 절반을 빌리는 일이 상례화되었다. 호레키 3년(1753년)에는 무라야마 군의 영지를 에치고노쿠니 이와후네 군 영지와 교체하였고, 간에이 사 중당 공사 원조를 에도 막부로부터 명령받아 공사비 57,400냥을 지불했다. 게다가 호레키 5년(1755년)에는 번내에 대흉작이 발생해, 흉작 피해 손실액이 75820석 남짓이나 되어, 조카마치에서 하라카타슈(原方衆)에 의해 선동된 백성들이 부유한 상인의 집을 습격하는 사건도 발생했다. 또 호레키 10년(1760년)에는 아오소 소동(青苧騒動)이 발생했다.
번의 통치는 시게사다의 신임을 얻고 있던 봉행필두인 기요노 히데히로가, 기요노 은퇴 이후에는 요이타구미(与板組) 출신의 측근인 모리 도시나오에 의해 좌지우지되었다. 그러나 영내 백성들의 반발을 사서 호레키 13년(1763년)에 모리 도시나오는 다케마타 마사쓰나에 의해 살해되었고, 그 일파는 숙청되었다. 그럼에도 번 재정 상황은 나아지지 않았다.
이런 가운데 호레키 9년(1759년)에 휴가노쿠니 다카나베번의 번주 아키즈키 다네미의 둘째 아들 마쓰사부로(松三郎)를 양자로 들이는 밀약을 맺어, 이듬해 친아들이 태어났음에도 불구하고 마쓰사부로를 양자로 들였다. 이 양자가 바로 우에스기 하루노리이다. 또 번의 의사인 와라시나 쇼하쿠의 추천에 의해 호소이 헤이슈를 초청하여, 메이와 원년에 하루노리와 함께 강의를 받았다.
메이와 4년(1767년), 병을 이유로 하루노리에게 가문을 계승하게 하고 은거하였다. 은거 후 요네자와로 옮겨와 은거소인 남산관(南山館)에 머물렀으나, 덴메이 3년(1783년)에 남산관이 소실되자, 덴메이 5년(1785년)에 해락관(偕楽館)을 신축하여 그곳으로 옮겨갔다. 은거소의 소실과 신축 공사는 덴메이 대기근과 하루노리의 은거소 건설과 겹쳐져 번 재정에 타격을 주었다. 시게사다는 간세이 10년(1798년) 3월 26일에 사망하였다.
| 전임 우에스기 무네후사 | 제8대 요네자와번 번주 1746년 ~ 1767년 | 후임 우에스기 하루노리 |